# Litoria chloronota
Litoria chloronota – gatunek płaza bezogonowego z podrodziny Pelodryadinae w rodzinie rzekotkowatych (Hylidae). Występuje w górach indonezyjskiej części Nowej Gwinei.

## Występowanie
To endemiczne zwierzę zamieszkuje jedynie indonezyjską część Nowej Gwinei, dokładniej zaś góry Arfak na półwyspie Ptasia Głowa, objęte Parkiem Narodowym Arfak Mountains.
Spotykano tego bezogonowego nawet na wysokości 1850 metrów nad poziomem morza.
Głównym siedliskiem tego płaza są tropikalne wilgotne lasy górskie, ale radzi sobie także w lasach wtórnych i zdegradowanych działalnością ludzką. Często widywany jest w przydrożnych rowach, a także strumieniach o wolnym nurcie.

## Status
W Czerwonej księdze gatunków zagrożonych IUCN płaz ten od 2020 roku klasyfikowany jest jako gatunek najmniejszej troski (LC, ang. Least Concern); wcześniej, od 2004 roku uznawano go za gatunek niedostatecznie rozpoznany (DD, ang. Data Deficient).
Gatunek zdaje się być liczny w miejscu swego występowania. Trend jego liczebności oceniany jest jako stabilny.
Ponieważ występuje w rejonie chronionym prawnie, a w dodatku sprawnie adaptuje się do zmian środowiska, nieznane są żadne zagrożenia, które mogłyby spowodować jego wyginięcie.